# Euphthiracarus cathayanus
Euphthiracarus cathayanus är en kvalsterart som beskrevs av Sandór Mahunka 2000. Euphthiracarus cathayanus ingår i släktet Euphthiracarus och familjen Euphthiracaridae. Inga underarter finns listade i Catalogue of Life.